# Rumänische Handballmeisterschaft der Männer
Die rumänische Handballmeisterschaft der Männer (rumänisch Liga Națională de Handbal Masculin / Nationalliga im Männerhandball) ist die höchste Spielklasse in Rumänien für Vereinsmannschaften im Handball der Männer. Ausgerichtet wird sie seit 1933 von der Federația Română de Handbal, zunächst mit elf Spielern auf dem Großfeld, seit 1958 in der Halle. Seit 2016 trägt sie den Namen Liga Zimbrilor (deutsch: Bison-Liga). Zuvor hieß sie Liga Națională de Handbal Masculin.

## Modus
14 Vereine spielen in Hin- und Rückspiel jeder gegen jeden um die rumänische Meisterschaft. Die beiden schlechtesten Teams steigen in die zweite Liga ab, die dritt- und viertschlechtesten Mannschaften nehmen an der Relegationsrunde mit dem Dritten und Vierten der zweiten Liga teil. Die beste Mannschaft nach 26 Spieltagen ist rumänischer Meister und erhält in der folgenden Spielzeit wie der Vizemeister einen Startplatz für die EHF European League, der Drittplatzierte für den EHF European Cup. Sollte der Meister auch Pokalsieger werden nimmt der Viertplatzierte ebenfalls am EHF European Cup teil. Sollte eine Mannschaft auf Platz 3 oder niedriger Pokalsieger werden, nimmt diese an der EHF European League teil und der Vizemeister am EHF European Cup. Der Meister kann bei der Europäischen Handballföderation ein Upgrade zur Teilnahme an der EHF Champions League beantragen.

## Vereine 2024/25
| Verein                     | Ort               |
| -------------------------- | ----------------- |
| CS Dinamo Bukarest (M,P)   | Bukarest          |
| CSM Constanța              | Constanța         |
| CS Minaur Baia Mare        | Baia Mare         |
| AHC Potaissa Turda         | Turda             |
| CSM Bukarest               | Bukarest          |
| CSM Bacău                  | Bacău             |
| CSU din Suceava            | Suceava           |
| ACS HC Buzău 2012          | Buzău             |
| CSM Focșani 2007           | Focșani           |
| SCM Politehnica Timișoara  | Timișoara         |
| CSA Steaua Bukarest        | Bukarest          |
| CSM Vaslui                 | Vaslui            |
| CSM Odorheiul Secuiesc (A) | Odorheiu Secuiesc |
| CSM Alexandria (A)         | Alexandria        |

Anmk.: M=Meister, P=Pokalsieger, A=Aufsteiger, Vereine sortiert nach Vorjahresplatzierung

## Meister nach Jahr
- 1959: CS Dinamo Bukarest
- 1960: CS Dinamo Bukarest
- 1961: CS Dinamo Bukarest
- 1962: CS Dinamo Bukarest
- 1963: CSA Steaua Bukarest
- 1964: CS Dinamo Bukarest
- 1965: CS Dinamo Bukarest
- 1966: CS Dinamo Bukarest
- 1967–1977: CSA Steaua Bukarest
- 1978: CS Dinamo Bukarest
- 1979–1985: CSA Steaua Bukarest
- 1986: CS Dinamo Bukarest
- 1987–1990: CSA Steaua Bukarest
- 1991: SCM Politehnica Timișoara
- 1992: Universitatea Craiova
- 1993: Universitatea Craiova
- 1994: CSA Steaua Bukarest
- 1995: CS Dinamo Bukarest
- 1996: CSA Steaua Bukarest
- 1997: CS Dinamo Bukarest
- 1998: CS Minaur Baia Mare
- 1999: CS Minaur Baia Mare
- 2000: CSA Steaua Bukarest
- 2001: CSA Steaua Bukarest
- 2002: Fibrex Săvinești
- 2003: Fibrex Săvinești
- 2004: HCM Constanța
- 2005: CS Dinamo Bukarest
- 2006: HCM Constanța
- 2007: HCM Constanța
- 2008: CSA Steaua Bukarest
- 2009–2014: HCM Constanța
- 2015: CS Minaur Baia Mare
- 2016–2019: CS Dinamo Bukarest
- 2020: Abgebrochen aufgrund der COVID-19-Pandemie
- 2021–2025: CS Dinamo Bukarest

## Meister nach Titelanzahl
| Rang | Verein                    | Anzahl | Jahre |
| ---- | ------------------------- | ------ | --- |
| 1    | CSA Steaua Bukarest       | 28     | 1963, 1967, 1968, 1969, 1970, 1971, 1972, 1973, 1974, 1975, 1976, 1977, 1979, 1980, 1981, 1982, 1983, 1984, 1985, 1987, 1988, 1989, 1990, 1994, 1996, 2000, 2001, 2008 |
| 2    | CS Dinamo Bukarest        | 21     | 1959, 1960, 1961, 1962, 1964, 1965, 1966, 1978, 1986, 1995, 1997, 2005, 2016, 2017, 2018, 2019, 2021, 2022, 2023, 2024, 2025                                           |
| 3    | HCM Constanța             | 9      | 2004, 2006, 2007, 2009, 2010, 2011, 2012, 2013, 2014 |
| 4    | CS Minaur Baia Mare       | 3      | 1998, 1999, 2015 |
| 5    | Universitatea Craiova     | 2      | 1992, 1993 |
| 6    | Fibrex Săvineşti          | 2      | 2002, 2003 |
| 7    | SCM Politehnica Timișoara | 1      | 1991 |